# 인터넷침해사고대응지원센터
인터넷침해사고대응지원센터(KOREA Computer Emergency Response Team Coordination Center, 줄여서 KrCERT/CC)는 한국인터넷진흥원내의 침해사고 대응팀으로서, 국내에서 운영되고 있는 전산망의 침해사고 대응 활동을 지원하고, 전산망 운용기관등에 대해 통일된 협조 체제를 구축하여, 국제적 침해사고 대응을 위한 단일 창구를 제공하기 위하여 설립되었다.

## 목적
KrCERT/CC의 목적은 국내 전산망 정보보호에 있다.
- 침해사고 예방을 위한 기술지원
- 실질적인 침해사고 대응 및 분석, 피해 복구 기술 지원
- 침해사고 대응을 위한 단일 창구 운영
- 그밖의 침해사고예방 활동

## 주요 업무

### 인터넷침해대응센터 운영
인터넷침해사고 조기탐지, 분석, 경보를 통해 피해 확산 방지와 상시적인 정보공유 및 신속한 공동대응체계 운영을 통해 정보통신망의 신뢰성 확보를 위한 일을 맡는다.
- 국내외 정보를 실시간으로 수집 및 탐지
- 365일 네트워크 모니터링
- 해킹·바이러스 경보 발령
- 침해사고 예방을 위한 기술지원
- 전산망 보안 기술 지침 개발 및 보급
- 기술 세미나 지원

### 침해사고 분석 및 기술 지원
해킹·바이러스 동향을 파악하고 최신 기법을 연구·분석하여 침해사고에 대한 대응방안 수립과 기술을 지원하고 있다.
- 해킹·바이러스 기법 및 대처방안 연구
- 비상상황 발생시 긴급대응 지원
- 바이러스 샘플 채취 및 관련 기술 개발
- 침해사고 상담 접수 및 처리
- 전산망 보안 침해 사고 진단 분석 지원

### 침해사고 대응 협력체계 구축
국제침해사고대응팀협의회(FIRST)등 국제기구 참여, 한국침해사고대응협의회(CONCERT)운영을 통해 국내외 전문기관과 정보교류 및 협력체계를 구축하고 있다.
- FIRST 활동 참여
- FIRST 제공 정보의 공유
- 사고 통계 및 분석 결과 배포
- 국내 유관 기관 협력

## 연혁
- 1996년 7월 컴퓨터침해사고대응팀 설립
- 1997년 6월 아태지역 침해사고 대응기구 결성
- 1998년 2월 국제침해사고대응기구에 한국대표로 가입
- 2000년 4월 해킹바이러스상담지원센터 발족 - 시스템 수준의 해킹과 바이러스 예방 및 상담지원
- 2002년 3월 아태지역 3국(한,중경,일)정보보호강화 MOU 체결
- 2003년10월 MS, CISCO, CMU, MOU 체결 및 협력체계 개시
- 2003년12월 인터넷침해사고대응지원센터 설립 및 개소
- 2009년 7월 인터넷침해대응센터 명칭 변경

## 같이 보기
- 한국정보보호진흥원